# Gutowo Wielkie
Gutowo Wielkie – wieś w Polsce położona w województwie wielkopolskim, w powiecie wrzesińskim, w gminie Września.
Wieś była wzmiankowana w 1357 jako własność arcybiskupów gnieźnieńskich. Pod koniec XIX wieku dzieliła się na wieś i dominium. Wieś Gutowy albo Gutowo Wielkie liczyła 9 dymów ze 102 mieszkańcami, zaś dominium obejmowało 1337 mórg rozliczeniowych z 5 domostwami i 97 mieszkańcami. W latach 1975–1998 miejscowość administracyjnie należała do województwa poznańskiego. W 2011 liczyła 392 mieszkańców.
W miejscowości znajduje się przystanek kolejowy Gutowo Wielkopolskie, a w sąsiedztwie przebiega droga krajowa nr 92 (dawniej 2).
W Gutowie Wielkim znajdują się dwa dwory: stary z lat 1850-68 i nowszy, objęty od 1975 ochroną jako zabytek z 1895, w zespole z parkiem krajobrazowym.